# 2836 Sobolev
2836 Sobolev eller 1978 YQ är en asteroid i huvudbältet som upptäcktes den 22 december 1978 av den rysk-sovjetiske astronomen Nikolaj Tjernych vid Krims astrofysiska observatorium på Krim. Den har fått sitt namn efter Viktor Sobolev.
Asteroiden har en diameter på ungefär 18 kilometer och den tillhör asteroidgruppen Eos.